# Bryotropha heckfordi
Bryotropha heckfordi é uma espécie de insetos lepidópteros, mais especificamente de traças, pertencente à família Gelechiidae.
A autoridade científica da espécie é Karsholt & Rutten, tendo sido descrita no ano de 2005.
Trata-se de uma espécie presente no território português.